# Pont San Lorenzo
Le pont San Lorenzo est un pont romain à arcs segmentaires situé au-dessus de la rivière Bacchiglione à Padoue, en Italie. 
Construit entre 47 et 30 av. J.-C., il est l'un des premiers ponts à arcs segmentaires dans le monde. Il est également remarquable pour la finesse de ses piliers, inégalée dans l'Antiquité.

## Localisation
Le pont San Lorenzo est l'un des quatre ponts romains de la Padoue antique, traversant le Medoacus Minor (Bacchiglione moderne). Situé dans la Via San Francesco, le pont à trois arches est aujourd'hui en grande partie incorporé dans des édifices bâtis au cours des siècles près de la rivière.
Son arche orientale s'étendant sur la voie navigable était encore visible au milieu du XXe siècle, quand il a été abattu et le canal restant rempli pour réaliser la rue de la Riviera dei Ponti Romani[pas clair]. Les arches intactes du pont existent encore au-dessous du niveau de la rue et peuvent être visités par le public. 
Au cours de travaux routiers  effectués sur le secteur en 1773 et en 1938, des parties du pont ont été explorées et fouillées dans le cadre de recherches archéologiques.
Deux autres ponts romains sont masqués, le pont Corbo, également situé dans la Via San Francesco et le pont Altinate totalement inaccessible, dans la Via Altinate. Ces deux ponts reposent également sur des arcs segmentés, à l'instar du pont Molino.
Le cinquième pont romain de la ville est le pont San Matteo situé près de l'église du même nom.